# Pleurolidia juliae
Pleurolidia juliae Burn, 1966 è un mollusco nudibranchio della famiglia Pleurolidiidae. È l'unica specie nota del genere Pleurolidia.